# Günter Strack

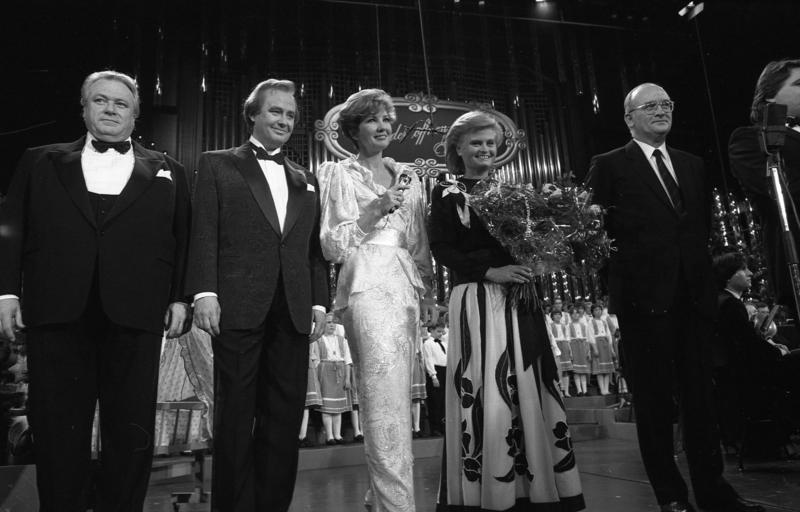
Günter Strack en 1986 con René Kollo, Carolin Reiber, Hannelore Kohl y Wolfram Brück (de izq. a der.)

Günter Strack (4 de junio de 1929 - 18 de enero de 1999) fue un actor teatral, cinematográfico, televisivo y de voz de nacionalidad alemana.

## Biografía
Nacido en Darmstadt, Alemania, tras graduarse en la escuela secundaria, Strack estudió en Stuttgart en la Hochschule für Musik und Darstellende Kunst, recibiendo lecciones de Paul Riedy y Lilly Ackermann. En 1949 debutó como Ferdinand en la obra de Friedrich Schiller Kabale und Liebe, representada en el Theater Oberhausen, actuando posteriormente en Darmstadt, Wiesbaden, Núremberg y Hannover.
Hasta su muerte interpretó más de 400 papeles, tanto en teatro como en cine y televisión. Uno de los momentos más destacados de su carrera fue la actuación para Alfred Hitchcock en Cortina rasgada. Consiguió gran fama gracias a su trabajo en series televisivas como Ein Fall für zwei, Diese Drombuschs, Mit Leib und Seele, Der König y Hessische Geschichten.
Günter Strack fue también actor de voz, doblando a actores como Edward G. Robinson (El pequeño César / Hampa dorada —Little Caesar, 1931—), Spencer Tracy (The Seventh Cross) y Orson Welles (Voyage of the Damned). En las series televisivas Cannon y Nero Wolfe dobló a William Conrad, y fue la voz de Obelix en El golpe de menhir. 
En 1989, Strack hizo una campaña publicitaria a favor de la marca de bebidas Malteserkreuz Aquavit, con un eslogan que hacía alusión irónica a su voluminoso cuerpo. Günter Strack fue también aficionado a la enología, dedicándose a la viticultura en Münchsteinach, lugar de nacimiento de su madre, y Iphofen. 
Strack sufrió un derrame cerebral el 28 de junio de 1996, tras lo cual tuvo una infección por enterococos. Tras recuperarse pudo trabajar en Dr. med. Mord, último episodio de la serie televisiva Der König. El actor falleció en la tarde del 18 de enero de 1999, a los 69 años de edad, en Münchsteinach, Alemania, a causa de una insuficiencia cardiaca. Había aparecido por última vez en público dos días antes en la gala benéfica del Deutscher Filmball. Fue enterrado en el Cementerio de Münchsteinach.
Strack estuvo casado desde 1958 hasta su muerte con Lore Hennig (1936–2014), hija de Arno Hennig, que aportó un hijo, Michael (nacido en 1956), al matrimonio. Con Lore Strack tuvo una hija, Susanne Dorothea Titze (nacida en 1959).

## Premios
- 1988 :  Medalla Carl Zuckmayer.
- 1990 : Cruz de la Orden del Mérito de la República Federal de Alemania de 1ª clase[6]

## Filmografía (selección)

### Cine
- 1960 : Das Wunder des Malachias, de Bernhard Wicki
- 1966 : Maigret und sein größter Fall, de Alfred Weidenmann
- 1966 : Cortina rasgada, de Alfred Hitchcock
- 1974 : Odessa, de Ronald Neame
- 1978 : Die gläserne Zelle
- 1983 : Die Schaukel
- 1989 : El golpe de menhir (actor de voz)
- 1990 : Der zerbrochene Krug, de Heinz Schirk

### Televisión
- 1958 : Der Datterich (telefilm)
- 1966 : Cliff Dexter (serie), episodio Die herrenlose Dogge
- 1968 : Madame Bovary (telefilm)
- 1969 : Damenquartett (telefilm)
- 1970 : Tage der Rache (serie), de Theo Mezger
- 1970 : Sessel zwischen den Stühlen (telefilm), de Fritz Umgelter
- 1971 : Iwanow (telefilm)
- 1971 : Tatort (serie), episodio Frankfurter Gold
- 1972 : Einmal im Leben – Geschichte eines Eigenheims (serie), de Dieter Wedel
- 1972 : Der Illegale (miniserie, 1 episodio)
- 1973 : Tatort, episodio Ein ganz gewöhnlicher Mord
- 1974 : Telerop 2009 – Es ist noch was zu retten (serie)
- 1974 : Die unfreiwilligen Reisen des Moritz August Benjowski (miniserie)
- 1975 : Derrick (serie), episodio Tod am Bahngleis
- 1975 : Tatort, episodio Die Rechnung wird nachgereicht
- 1975 : Des Christoffel von Grimmelshausen abenteuerlicher Simplicissimus (miniserie)
- 1976 : Alle Jahre wieder – Die Familie Semmeling (miniserie), de Dieter Wedel
- 1976 : Der Winter, der ein Sommer war (miniserie)
- 1976 : Die Affäre Lerouge (miniserie)
- 1976 : Tatort, episodio Zwei Flugkarten nach Rio
- 1977 : Tatort, episodio Himmelblau mit Silberstreifen
- 1977 : Derrick, episodio Hals in der Schlinge
- 1977 : Sonderdezernat K1 (serie), episodio Der Regen bringt es an den Tag
- 1977 : Tatort, episodio Flieder für Jaczek
- 1978 : Ein Mann will nach oben (serie)
- 1978 : Vorsicht! Frisch gewachst! (serie), de Helmut Kissel
- 1979 : Revolution in Frankfurt (telefilm), de Fritz Umgelter
- 1979 : Die Buddenbrooks (serie)
- 1980 : Tod eines Schülers (miniserie)
- 1980 : St. Pauli-Landungsbrücken (serie, 1 episodio)
- 1981 : Tatort, episodio Schattenboxen
- 1981–1988 : Ein Fall für zwei (serie)
- 1983 : Schwarz Rot Gold (serie), episodio Kaltes Fleisch
- 1983–1994 : Diese Drombuschs (serie)
- 1986–1990 : Hessische Geschichten (serie)
- 1989–1993 : Mit Leib und Seele (serie)
- 1988 : Die Schwarzwaldklinik (serie)
- 1994 : Schwarz greift ein (serie), episodio Auge um Auge
- 1996 : Der Schattenmann (serie), de Dieter Wedel
- 1994–1998 : Der König (serie)
- 1998 : Die Honigfalle – Verliebt in die Gefahr (telefilm)

## Discografía
Álbumes
- 1988 : Das Geschenk der Weisen (audiolibro)
- 1990 : Jeden Tag ein gutes Wort

Singles
- 1990 : Grad' Die Kleinen Sünden Machen Spaß